# Atu
En la mitología samoana, Atu fue el primer hombre en Fiyi y Tonga. El dios Tangaloa, dios creador, lo había enviado a él desde el paraíso, y a Sasae (su pareja) para que habitaran esa zona.
Luego de colocarlos en las islas, Tangaloa (el mensajero del dios creador Tangaloa) visitó las islas de Fiyi y llevó allí otra pareja llamado Atu y Fiyi, entonces este grupo de islas se llamó Atu - Fiyi. Después visitó Tonga, y coloca allí otra pareja, Atu y Tonga, entonces ese grupo de islas se llamó Atu - Tonga.
Atu significa grupo y Sasae significa este, en este mito, los conceptos de Atu, Sasae, Fiji y Tonga se personifican para formar las islas.

## Enlaces
- The Samoan Story of Creation (Inglés)

- Datos: Q2842106